# Osobodzień
Osobodzień – jednostkowa miara służąca do sprawozdawania świadczeń medycznych przez placówkę medyczną celem rozliczenia jej z płatnikiem, np. NFZ. Osobodzień odnosi się do pobytu pacjenta na oddziale stacjonarnym lub dziennym.